# Буддизм в Болгарии
Буддизм – небольшая нераспространённая религия в Болгарии, насчитывающая около тысячи последователей. Вьетнамцы в Болгарии традиционно исповедует буддизм Махаяны наряду с поклонением предкам, но население этой общины, которая в основном родом из Северного Вьетнама, сократилось с десятков тысяч до 1990 года до примерно 600 человек сейчас. Некоторые верующие буддисты в Болгарии имеют китайское происхождение. Но также небольшое количество коренных болгар обращаются в тхераваду и тибетский буддизм.
В Болгарии существует официально признанная Болгарская буддийская организация Карма Кагью, являющаяся частью буддизма Алмазного пути, возглавляемая Кармапой Тринлеем Тхайе Дордже. У них есть несколько центров, разбросанных по Болгарии.
Недалеко от Софии в Шечене[где?] есть горный ретритный[какой?] центр; доступ предоставляется членам и как правило не является открытым для общественности.

## Рекомендации
1. ↑  Даисетсу, Сузуки (2008). The Prospects for Buddhism in Europe and America. The Eastern Buddhist. 39 (2): 69–77. ISSN 0012-8708. JSTOR 44362407.
2. ↑  Toncheva, Svetoslava (December 2018). On the Path of the Buddha – Specifics and Distribution of Buddhism in Bulgaria. Yearbook of Balkan and Baltic Studies. 1 (1): 91–106. doi:10.7592/YBBS1.07. Архивировано 14 января 2023. Дата обращения: 14 января 2023.